# Nico Cramer
Nicolaas (Nico) Cramer (Amsterdam, 19 juni 1921 – Den Haag, 6 april 1997), was een Nederlands parlementair historicus.
Cramer werkte van 1945 tot 1969 voor het dagblad Het Parool, waarvan de periode 1947-1969 als parlementair journalist. Vanaf 1969 was hij verbonden aan de Universiteit Leiden - aanvankelijk als lector, en vanaf september 1971 als hoogleraar parlementaire geschiedenis.
Als vooraanstaand lid van de PvdA was Cramer een van de leden van de staatscommissie van advies inzake de Grondwet en de Kieswet, in de wandeling de Commissie-Cals-Donner genoemd.